# Simon Dauphinot
Jean-Simon Dauphinot, né le 24 janvier 1821 à Reims et mort le 10 septembre 1889 à Cormontreuil, est un industriel et homme politique français.

## Fonctions
Manufacturier de profession, il est maire de Reims de 1868 à 1871, puis député de 1871 à 1876 et sénateur de la Marne en 1876 et 1879. Il assume ses fonctions sous l'occupation allemande, qui se prolonge jusqu'en novembre 1871.

## Honneurs
Officier de la Légion d'honneur (décret du 20 octobre 1878).
Il est fait chevalier de la Légion d'honneur le 6 septembre 1868,

Chevalier des Palmes académiques puis officier le 20 octobre 1878. Il est également chevalier de l'Ordre de la Couronne de fer.
Le boulevard Dauphinot de Reims porte son nom.
Il épouse Zoé Henriette Legrand (1826-1912), fille de Théophile Legrand, et repose au cimetière du Nord à Reims.

## Sources
- « Simon Dauphinot », dans Adolphe Robert et Gaston Cougny, Dictionnaire des parlementaires français, Edgar Bourloton, 1889-1891 [détail de l’édition]
- Biographie dans le Dictionnaire des députés (1789-1889)
- Portrait sur lavieremoise.free.fr
- Généalogie